# Súni Olsen
Súni Olsen (ur. 7 marca 1981 w Tórshavn) – farerski piłkarz grający na pozycji pomocnika.

## Kariera piłkarska
Súni Olsen rozpoczął karierę w rodzimym klubie GÍ Gøta, kiedy miał 17 lat. Rozegrał wtedy tylko jedno spotkanie. Kolejne sezony były znacznie bardziej owocne i na koniec roku 2000 na 48 spotkań Olsen miał zdobytych 20 bramek. W tym roku podpisał także kontrakt z holenderskim FC Zwolle. Stał się tym samym drugim Farerczykiem, który grał w tym kraju po Janie Allanie Müllerze, który występował w barwach Go Ahead Eagles (sezon 1990/1991). Zdobył tam 3 bramki w 22 spotkaniach by już w roku 2002 wrócić na rodzimy archipelag i znów rozpocząć grę dla GÍ Gøta. Olsen został tam aż do roku 2005 zdobywszy w 47 spotkaniach 26 brtamek po czym podpisał kontrakt z Aalborg BK. Swój pierwszy mecz w tej duńskiej odbył 14 września 2005 na wyjeździe, przeciwko Silkeborg IF, zremisowanym 1-1, pierwszą bramkę zaś w wygranym 2-0 meczu z Odense BK. Ostatni mecz dla Aalborgu Olsen rozegrał 19 grudnia 2007 do tego czasu wszedł na boisko w 26 spotkaniach i strzelił jedną bramkę. W roku 2008 rozegrał 7 spotkań dla duńskiego Viborg FF, gdzie strzelił jedną bramkę, ostatecznie jednak wrócił na Wyspy Owcze, w lipcu tego samego roku, do B36 Tórshavn, gdzie występuje od 14. kolejki, jednak pojawił się na boisku tylko dwa razy. Od początku sezonu 2009 rozpocznie grę dla najmłodszego zespołu archipelagu Víkingur Gøta.

## Kariera reprezentacyjna
Olsen gra w reprezentacji Wysp Owczych od 2001 roku. Po raz pierwszy pojawił się 31 stycznia 2001 w zremisowanym meczu Nordic Championship ze Szwecją 0-0, zastępując Fróðiego Benjaminsena. Od tamtej pory rozegrał 31 meczów, a swą pierwszą i jedyną jak dotąd bramkę strzelił w przegranym 1-3 meczu z Litwą.